# Pentavision
Pentavision [2004-2012] fue una empresa desarrolladora de videojuegos coreana. Entre sus juegos más conocidos se encuentra S4 League o la colección de videojuegos DJMAX. Pentavision fue convertida en Pentavision Studio en 2012 y más adelante tras la dispersión, parte de sus empleados se trasladaron a Neowiz Mobile, subdivisa de Neowiz Games, mientras que la mayoría del resto está en NuriJoy, desarrollando su próximo juego SUPERBEAT: XONIC.

## Historia
Pentavision ha tenido varias iteraciones de la empresa con distintos nombres durante los años, empezándose llamar Family Production en la primera de ellas. Family Production comenzó como un grupo de programadores y diseñadores, obteniendo después su propia oficina casi dos años después, en julio de 1994, registrándose como empresa corporativa en marzo del año siguiente.
La compañía fue una de las primeras desarrolladoras coreanas de publicar sus títulos al mercado exterior. Al principio los títulos estaban limitados a Taiwán, pero poco a poco fue expandiéndose hacia  Estados Unidos y Europa, donde se publicaron tres títulos.
En Corea, Family Production se convirtió en una de las compañías representantes de la industria nacional, junto a compañías como Mirinae Software y Softmax.
En años posteriores, la empresa cambió su enfoque hacia los juegos de Arcade a través de una asociación con el nuevo fabricante PCB y la desarrolladora dgPix3. 
En 1999, Family Production fue adquirida por Amuse World (entonces AM Tech) para trabajar en la serie de juegos EZ2DJ, primero conocidos como RnD 5, y más tarde como la empresa subsidiaria Family Works.
Con su nueva semi-independencia ganada, Family Works trató de establecer el portal de juegos casual en línea Netcade, pero nunca se inauguró oficialmente después de dos cortas pruebas de beta cerrada. Los miembros del equipo más tarde aparecieron trabajando en juegos para otro portal web, Roplenet4, la filial de Gravity donde Family Works desarrolló Wonder Rush.
El equipo fue dispersado en 2003, pero inmediatamente reformado como Pentavision, centrándose en su especialización más reciente, los juegos de ritmo mediante la creación de la serie DJMAX
Pentavision fue comprado por Neowiz en 2006, pero siguió operando como una subsidiaria independiente hasta 2012, integrándose como Pentavision Studio en Neowiz Mobile. Posteriormente, Shin Bonggun y Yi Jeongheon, veteranos de Family Production, dejaron el equipo para cofundar la desarrolladora de juegos de Smartphone PNix Games con Kim Jeonghun8, un exempleado Neowiz.
Tras la desaparición de Pentavision en 2012, apareció Nurijoy, donde la mayoría de los desarrolladores y músicos de DJMAX se reunieron para hacer un nuevo juego llamado BeatCraft Cyclon, un juego de género musical arcade que fue lanzado en Corea del sur. Actualmente están desarrollando un juego con la misma música llamado SUPERBEAT: XONIC para PSVita.

## DJMAX

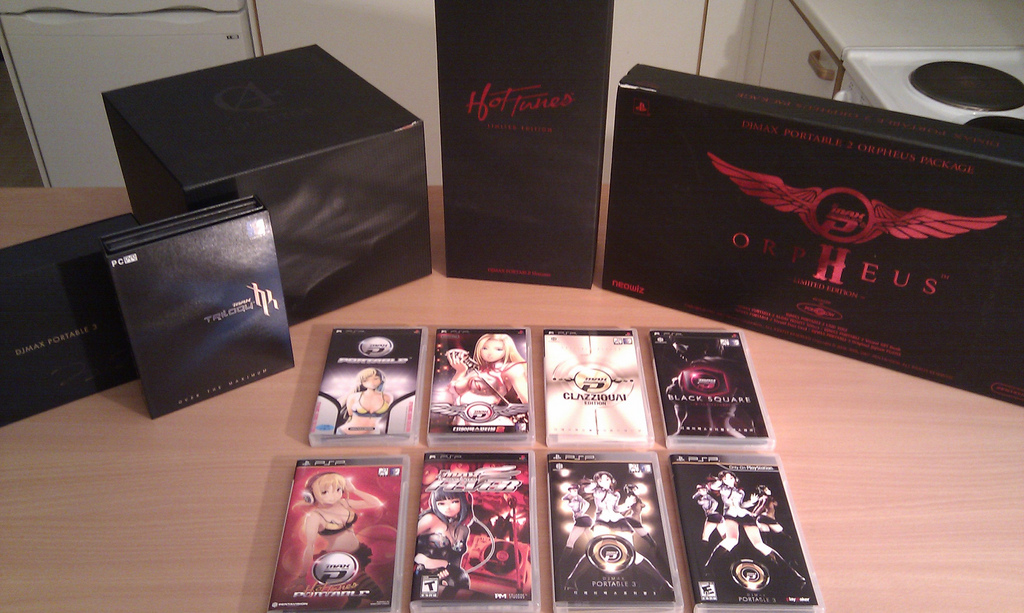
Box Art de DJMAX

Pentavision dejó el factor arcade que tenía EZ2DJ para proporcionar una experiencia en línea en el mercado, creando DJMAX Online para Windows.
DJMAX Online terminó en 2008, pero se crearon varias versiones portátiles para PSP, y más adelante DJMAX Trilogy, volviendo a las raíces, ya que esta versión fue para Windows. 
Después se creó DJMAX Technika, posiblemente la más innovadora en términos de mecánicas, ya que dejó de basarse en las mecáncas de Beatmania y optó por usar una pantalla táctil, cambiando la forma de jugar al tener que pulsar las notas que aparecen por toda la pantalla cuando una línea que va dando barridos en horizontal pasa por ella en dos secciones, primero de izquierda a derecha por la primera mitad de la pantalla, y después de derecha a izquierda, y así repetidamente.
Las primeras versiones de Technika fueron versiones Arcade, pero luego se realizaron versiones para Teléfonos inteligentes y PSVita.

## S4 League
Pentavision no solo se centró en el éxito de juegos de rítmica, S4 League es probablemente el juego más exitoso, con varios servidores con servicios Free-to-play por todo el mundo. El juego es un videojuego de disparos en tercera persona arena con mecánicas acrobáticas como saltos desde paredes y volteretas aéreas, además de distintos modos de juego donde elegir.  Entre otras armas como rifles y pistolas, los jugadores pueden construir muros, usar escudos para proteger a tu equipo, volar o poner torretas para cambiar el entorno el juego.
Entre otros modos de juego, el más famoso entre ellos es TouchDown, donde los jugadores deben de coger una pelota que está en medio de un mapa totalmente simétrico y marcar en la portería enemiga. Sin embargo también hay otros modos bastantes populares como Chaser, un modo donde todos los jugadores se enfrentan a uno, Captain(Proteger al capitán), o Battle Royale(Todos contra todos).
La estética del juego está ambientada en Anime,  basada en el arte de Panamaman, el cual proporcionó para el juego. En el juego puedes elegir de apariencia variada, pues hay más de 60 sets de prendas a elegir y mezclar.
Pentavision también anunció una versión portátil para PSP, sin embargo, tras no recibir noticias de este y constantes retrasos, el juego fue cancelado.

## DuelGate
DuelGate fue anunciado como una mezcla entre RPG y RTS, con un sistema de cartas coleccionables en ella, sin embargo tras ocho meses de Beta abierta, el juego no fue exitoso y se canceló El 20 de enero de 2009.

## Juegos desarrollados
| Título                               | Fecha de Lanzamiento     | Plataforma       | Países de lanzamiento                    |
| ------------------------------------ | ------------------------ | ---------------- | ---------------------------------------- |
| DJMax Online                         | 13 de junio de 2004      | Windows          | Corea del Sur, China y Japón             |
| DJMax Portable                       | 14 de enero de 2006      | PSP              | Corea del Sur                            |
| DJMax Portable International Version | 27 de octubre de 2006    | PSP              | Japón                                    |
| DJMax Portable 2                     | 30 de marzo de 2007      | PSP              | Corea del Sur                            |
| S4 League                            | 4 de diciembre de 2007   | Windows          | Internacional                            |
| DuelGate                             | 14 de mayo de 2008       | Windows          | Corea del Sur                            |
| DJMax Portable Clazziquai Edition    | 20 de octubre de 2008    | PSP              | Corea del Sur                            |
| DJMax Portable Black Square          | 24 de diciembre de 2008  | PSP              | Japón y Corea del Sur                    |
| DJMax Technika                       | 31 de diciembre de 2008  | Arcade           | Internacional                            |
| DJMax Trilogy                        | 25 de diciembre de 2008  | Windows          | Corea del Sur                            |
| DJ Max Fever                         | 27 de enero de 2009      | PSP              | América del Norte                        |
| DJMax Technika 2                     | 16 de junio de 2010      | Arcade           | Internacional                            |
| DJMax Portable Hot Tunes             | 12 de junio de 2010      | PSP              | Japón y Corea del Sur                    |
| DJMax Portable 3                     | 14 de octubre de 2010    | PSP              | América del Norte, Japón y Corea del Sur |
| DJMax Mobile (2005)                  | 15 de junio de 2005      | Móvil            | Corea del Sur                            |
| DJMax Mobile (2009)                  | 24 de diciembre de 2009  | Móvil            | Corea del Sur                            |
| Tap Sonic                            | 1 de julio de 2011       | iOS, Android     | Japón y Corea del Sur                    |
| DJMax Technika 3                     | 27 de octubre de 2011    | Arcade           | Internacional                            |
| DJMax Technika Tune                  | 20 de septiembre de 2012 | PlayStation Vita | Internacional                            |
| DJMax Ray                            | 28 de septiembre de 2012 | iOS, Android     | Internacional                            |
| DJMax Technika Q                     | 13 de octubre de 2013    | iOS, Android     | Internacional                            |